# チャパキディック事件
チャパキディック事件（チャパキディックじけん、英語: Chappaquiddick incident）とは、1969年7月にアメリカ合衆国のマサチューセッツ州で発生した、飲酒運転の末に起きた自動車事故と死体遺棄及び不倫スキャンダル。
事故を起こしたエドワード・ケネディ上院議員は、この事件の影響により大統領への道が閉ざされる結果となった。

## 経緯

### 自動車事故

向かって左からジョン、ロバート、エドワード

元大統領のジョン・F・ケネディと元司法長官のロバート・ケネディの弟で、マサチューセッツ州選出の連邦上院議員であるエドワード・ケネディは、同州のナンタケット湾にあるチャパキディック島にある高級別荘で、1969年7月18日の夜から深夜にかけて開催されたホームパーティーに参加した。
パーティーの最中にケネディは、前年に暗殺された兄のロバート・ケネディのかつての大統領選挙スタッフであったマリー・ジョー・コペクニとともにパーティー会場を抜け出し、専用車のオールズモビル 88を飲酒運転し自らの別荘のあるマーサズ・ヴィニヤード島との間にかかるダイク橋を渡ろうとして、転落した。
なおダイク橋はかろうじて自動車が通過できる幅はあったものの、緊急時以外は徒歩での利用に限られていたため、なぜマーザス・ヴィニヤード島に別荘があり土地勘のあるケネディがダイク橋を無理やり渡ろうとしたのか後に注目された。
車とともに水没しかけたケネディは辛くも脱出して岸に泳ぎ着き難を逃れたものの、同乗していたコペクニは脱出できないままであった。なおケネディは事故の発生時刻を、「パーティー会場から出たのが午後11時15分であった（ので、そこからダイク橋までの所要時間を計算した時刻）」と証言している。

### 現場からの逃亡と救助放棄

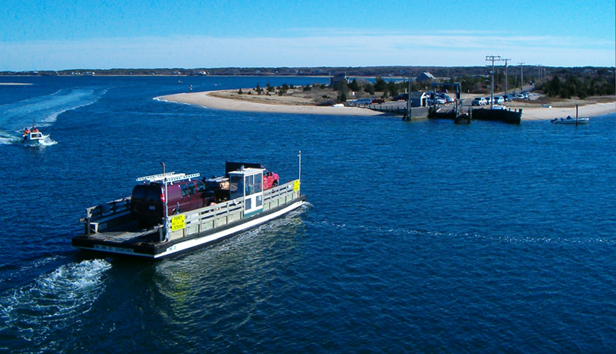
チャパキディック島

脱出したケネディは、事故現場のダイク橋から少し離れた場所に住居があったにもかかわらず、なぜか助けを求めなかったばかりか警察や救急、沿岸警備隊などへの通報も行わず、急遽パーティー会場に走って戻り、他のパーティー参加者とともにコペクニを捜索した。
しかし、水没したオールズモビル88もコペクニも発見できなかったため、ケネディとその仲間たちは宿泊していたホテルに戻った。さらに、その後もケネディとその仲間たちは警察などへの事故と水没、コペクニの遭難の通報を一切行わないまま放置し続けた。
しかし翌朝になり、ダイク橋近くに水没していたオールズモビル88を発見した地元住人が警察に通報し、付近の捜索が行われた結果、コペクニの死体が発見された。また、回収されたオールズモビル88のナンバープレートから自動車の持ち主が割り出され、前日の晩にケネディが運転していたことが明らかになった。

### 疑惑と非難

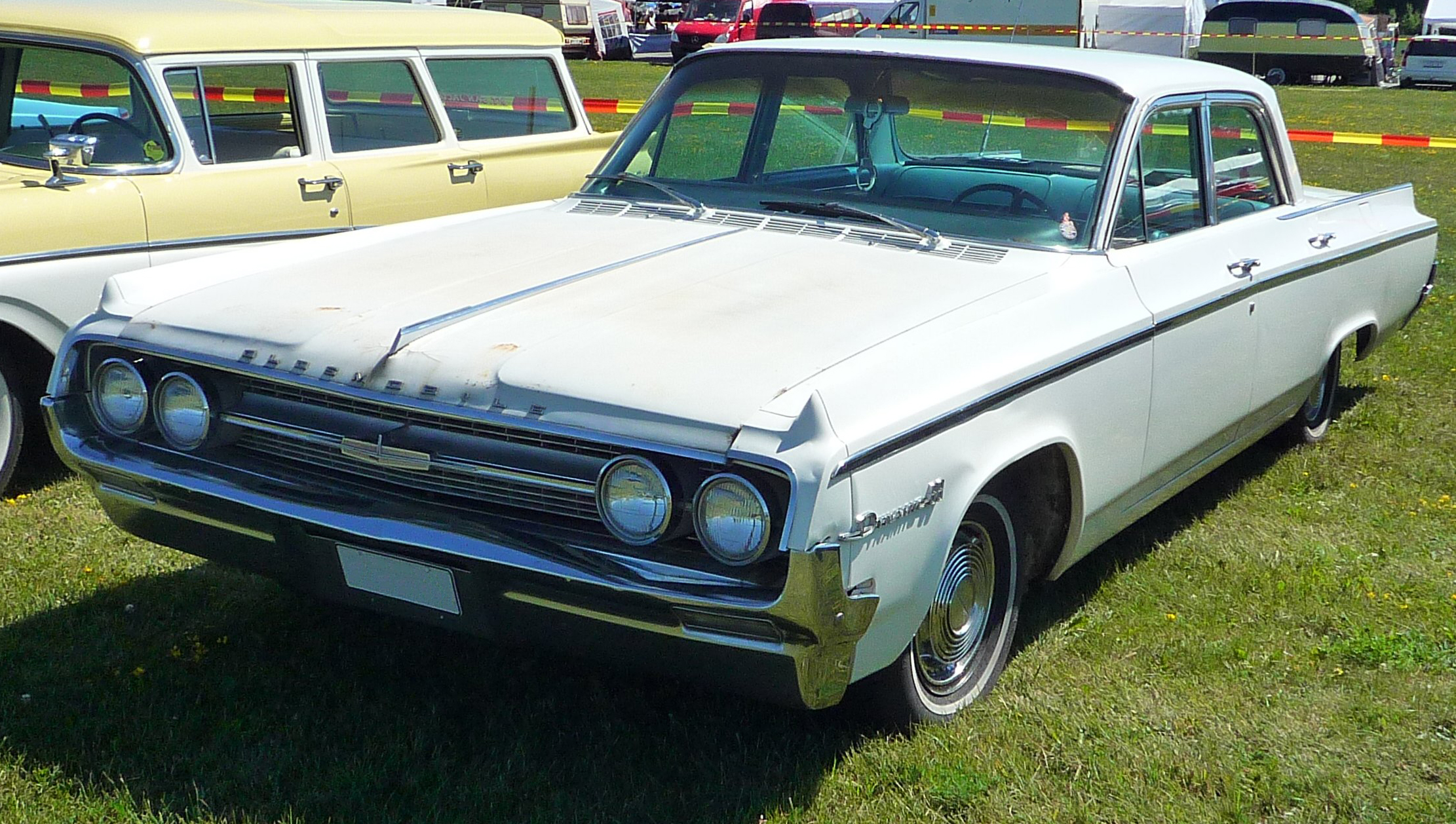
オールズモビル88（同型車）

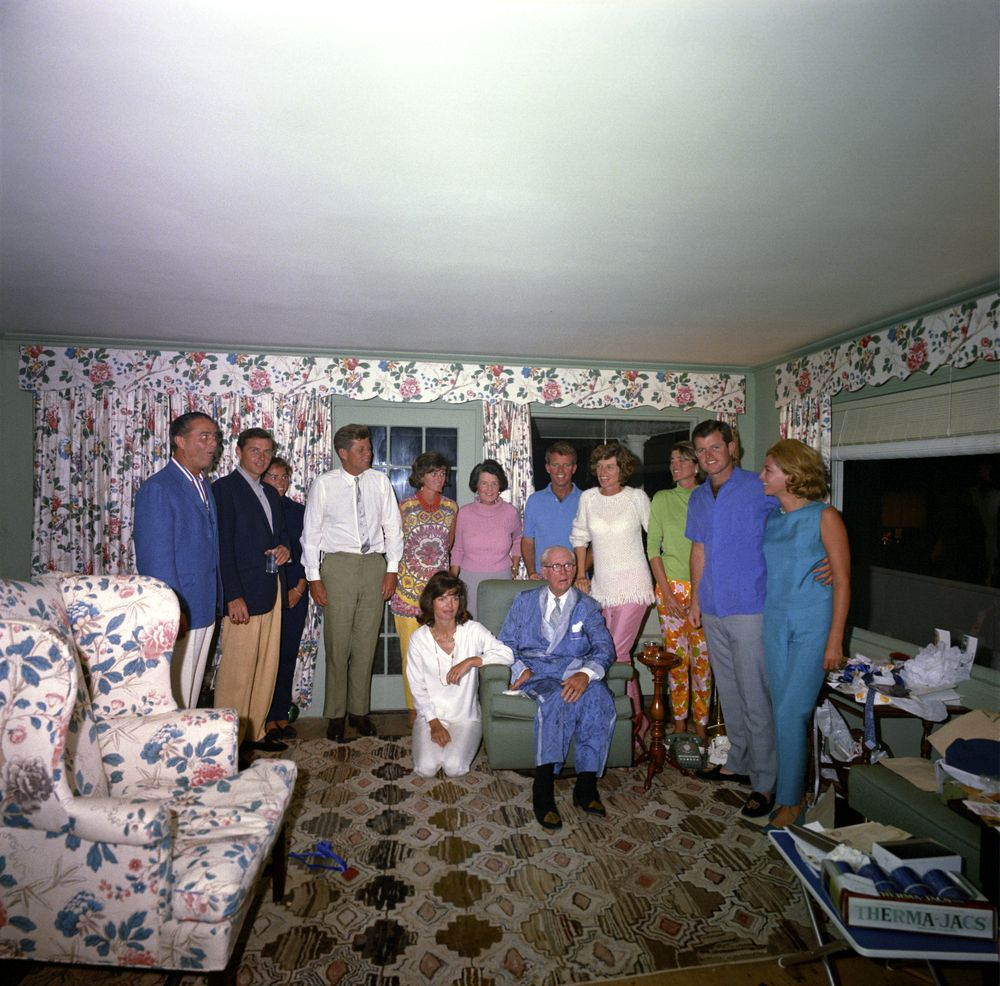
ケネディとジョーン・ベネット夫婦（右の2人）

ケネディは19日の昼前にようやく警察に出頭したものの、事故の通報と犠牲者の救助を迅速に行わなかったことを非難された上、酒類が供されたパーティー後の運転における事故であることから、飲酒運転（とさらに薬物使用）の疑惑をもたれることとなった。
なおケネディは「コペクニをホテルまで送っていくために運転していた」と供述したものの、パーティーにはケネディの運転手であるジョン・クリミンズも同席していたにもかかわらず、飲酒していたケネディ自らが運転してコペクニを「送って行った」上に、コペクニはケネディとともにパーティーを抜け出したことを他の参加者に伝えなかったばかりか、宿泊しているホテルの鍵と財布をパーティー会場に残したままであったことが判明したため、ケネディのこの発言にも疑惑の目が向けられることとなった。
また19日の深夜0時30分から45分の間に、地元の警察官のクリストファー・ロークが、ダイク橋の近くで停車している男女2人の乗った黒い車を発見し近づいたが、そのことに気づいた車はダイク橋方面に走り去った。その時にロークが確認した黒い車の車種やナンバーが、ケネディが事故時に運転していたオールズモビル88に合致していたことも判明したことから、ケネディが事故の発生時刻を故意にずらして報告していたのではないかと疑われるようになった。
その後これらのケネディの不可解な行動と発言の理由がマスコミによって取りざたされることになったが、その多くは「飲酒運転の事実を隠すため」と、「薬物使用の事実を隠すため」、「コペクニとの不倫肉体関係（もしくは車内での性行為）を隠すため」の3つであった。
なおケネディは、1958年にジョーン・ベネットと結婚し、事件の発生時点で3人の子供がいる父親でもあり、またカトリック教徒でもあった。

### 捜査と事実隠蔽
ケネディは飲酒運転と事故時の救助放棄などで起訴されたものの、示談が進んでいることや、故意による事故ではないこと、「精神的ショックを受けたために現場から離れた」との医師の診断があることを受けて、執行猶予付きの禁固2カ月の判決を受けただけに終わった。
飲酒運転（また麻薬吸引の疑いもある）の末に事故を起こし、事故後同乗者を放置して死に至らしめたにもかかわらず、事実上の無罪に等しい判決しか受けなかったことは、その後全米のマスコミから大きな批判を浴びた。
さらに2010年6月に公開されたFBIの資料内で、「事件発生当初、ケネディが運転していたことは伏せられていた」と記載されており、ケネディ家が強い影響力を持つ地元の捜査当局が、ケネディが事件の容疑者であるという事実の隠蔽に加担していたことを裏付けた。

## 影響

### 大統領選出馬断念

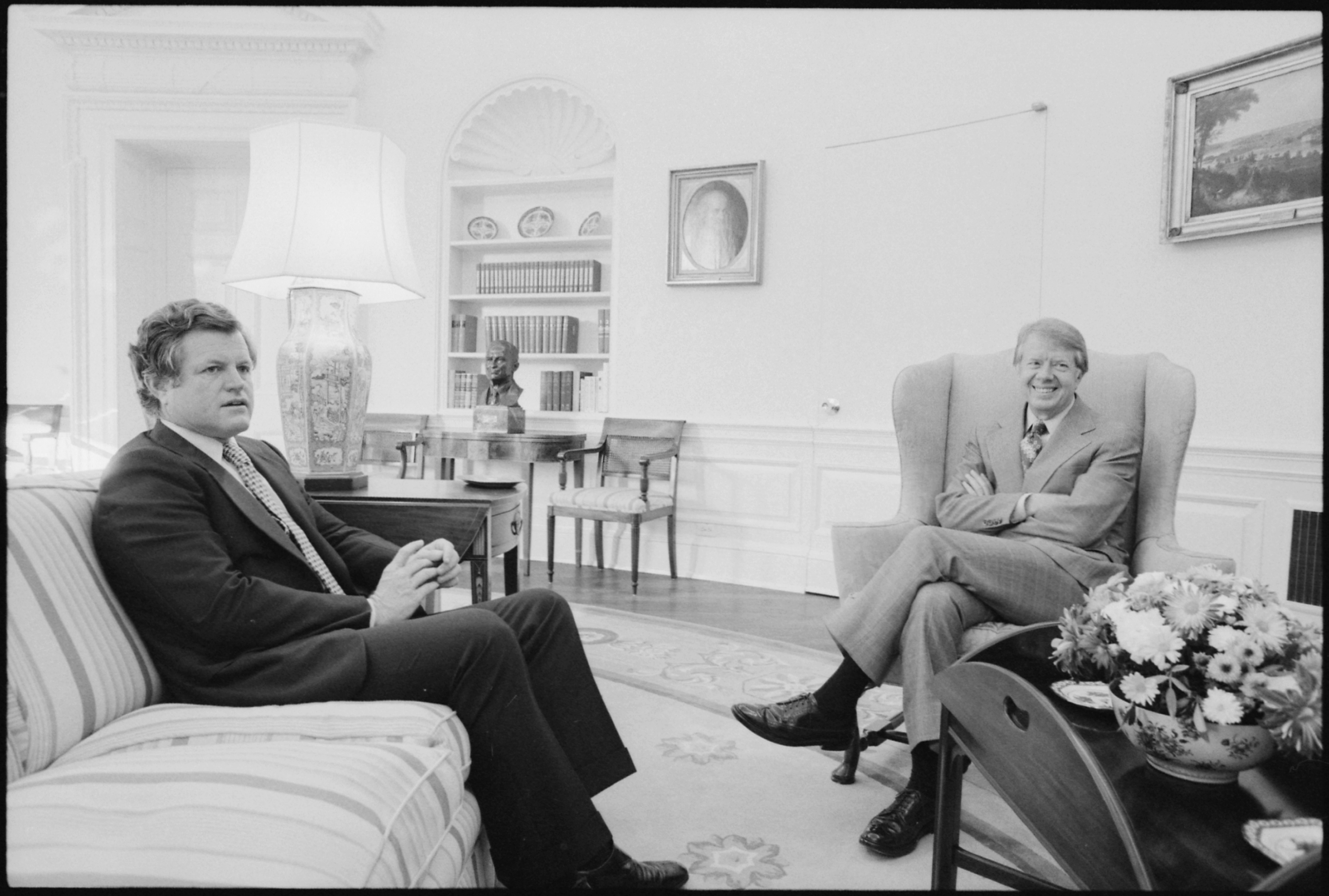
カーター大統領とケネディ

その後ケネディは正式に謝罪を行い、遺族に多額の賠償金を払い上院議員の座にとどまり続けたが、この事件により、兄のジョンやロバートの後を継ぎ、いずれ大統領を目指すと思われていたケネディの政治的生命は大きな打撃を受けることとなった。
ケネディは、事件以前に出馬することが確実視されていた1972年の大統領選挙と、それに続く1976年の大統領選挙への出馬をあきらめるばかりか、スキャンダルがあったにもかかわらず出馬した1980年の大統領選挙も、当時の現職大統領のジミー・カーターをはじめとする民主党内からのケネディの倫理的問題を指摘する多くの反発を受けて、予備選にすら勝利することはかなわなかった。

### その後
なおケネディは、事件後もジョーン・ベネット夫人と結婚関係を保ったものの、事件から9年後の1978年には別居し、その4年後の1982年に正式に離婚することを余儀なくされた。
また大統領選への出馬を断念したものの、上院議員としてさまざまな法案の推進を行い民主党の「長老議員」として高い評価を得たほか、2008年には大統領候補となったバラク・オバマの大統領当選に貢献し、上院厚生教育労働年金委員会の委員長に就任した後の2009年に死去した。
なお、兄のジョンやロバートの暗殺については事件から半世紀以上が経過した今も陰謀説がささやかれ続けているものの、この「事件」は、本人や周辺の者も事故に至る経緯を証言、確認しているため、そのような説が取りざたされることはなかった。

## その他
- 1974年に日本で発生した別府3億円保険金殺人事件は、裁判で被疑者の刑務所仲間はこの事件をヒントに保険金殺人をすると被疑者から打ち明けられたと証人として証言している。